# Маглица, Антон
Антон Маглица (хорв. Anton Maglica; 11 ноября 1991, Брчко, Социалистическая Федеративная Республика Югославия) — хорватский футболист, нападающий клуба «Зриньски».

## Карьера

### Клубная карьера
Маглица начал заниматься футболом в юношеской команде «Орашье». В 2006 году он с семьей, чтобы продолжить свою учёбу, переехал в хорватский Осиек, и сразу же попал в молодёжную команду одноимённого клуба.
В последнем туре чемпионата Хорватии 2008/09 Антон дебютировал в игре со «Славен Белупо». Спустя год, вновь в последнем туре первенства, главным тренером «Осиека» Маглице был предоставлен шанс поучаствовать в матче основной команды.
Начиная с сезона 2010/11 Антон начинает регулярно получать игровую практику в «Осиеке». 20 ноября 2010 года он отметился первым забитым мячом в карьере.
Летом 2012 года нападающий заключил контракт с «Хайдуком» из Сплита. 22 июля он провёл дебютный матч в новом клубе, а 12 августа отметился первым забитым мячом. 26 июля 2012 года нападающий впервые сыграл в еврокубках, выйдя в стартовом составе в игре квалификационного раунда Лиги Европы против латвийского «Сконто». В сезоне 2012/13 Антон в составе «Хайдука» стал обладателем кубка Хорватии, нападающий принимал участие в обеих финальных встречах и отметился одним забитым мячом.
В январе 2016 года Маглица покинул Хорватию, перейдя в кипрский «Аполлон». 16 января Антон провёл первый матч в первенстве Кипра, а 31 января отметился первым забитым мячом в новом клубе.
20 февраля 2016 года Антон сделал хет-трик в ворота «Пафоса» и принёс своей команде победу со счётом 3:1.

### В сборной
Антон в составе юношеской сборной Хорватии до 19 лет выступал в финальной части Чемпионата Европы 2010. На турнире нападающий сыграл в 2 матчах, а хорваты, уступив в полуфинале, будущим победителям турнира — французам, получили право выступить на молодёжном чемпионате мира 2011. В Колумбии Маглица отыграл две встречи группового этапа, после которого его сборная покинула первенство.

## Достижения
«Хайдук» (Сплит)
- Обладатель Кубка Хорватии (1): 2012/13